# Verkiezingen voor het Europees Parlement 2014/Kandidatenlijst/PVV

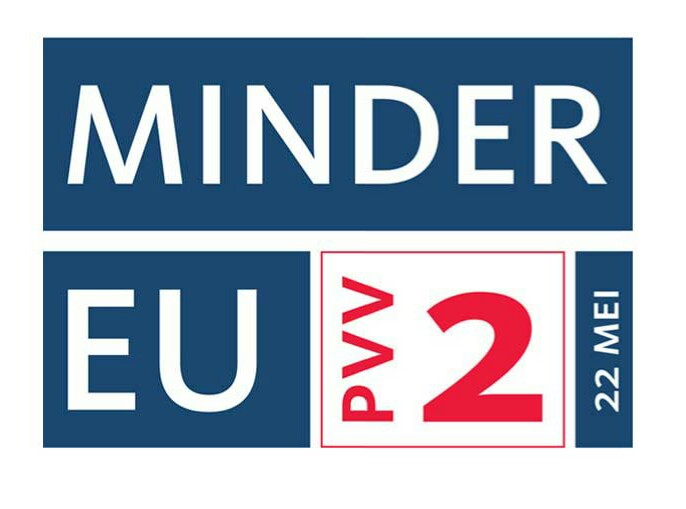
Campagneposter

 De kandidatenlijst voor de Europese Parlementsverkiezingen 2014 van Partij voor de Vrijheid (lijstnummer 2) is na controle door de Kiesraad als volgt vastgesteld:
1. M.J.R.L. de Graaff (Marcel), Capelle aan den IJssel
2. V. Maeijer (Vicky), Krimpen aan den IJssel
3. O.F. Stuger (Olaf), Bussum
4. J.J.G. Jansen (Hans), Amsterdam
5. A.J. Zijlstra (Auke), Ridderkerk
6. A. Elissen (André), 's-Gravenhage
7. I.H.C. van den Besselaar (Ino), Utrecht
8. A.J.M. van Kesteren (Ton), Groningen
9. W.R. Dille (Willie), 's-Gravenhage
10. G. Wilders (Geert), 's-Gravenhage

CDA-Europese Volkspartij · 
PVV (Partij voor de Vrijheid) ·
P.v.d.A./Europese Sociaaldemocraten ·
VVD ·
Democraten 66 (D66)-ALDE ·
GROENLINKS ·
SP (Socialistische Partij) ·
ChristenUnie-SGP ·
Artikel50 ·
IQ, de Rechten-Plichten-Partij ·
Piratenpartij ·
50PLUS ·
De Groenen ·
Anti EU(ro) Partij ·
Liberaal Democratische Partij ·
JEZUS LEEFT ·
ikkiesvooreerlijk.eu ·
Partij voor de Dieren ·
Aandacht en Eenvoud